# Замковая гора (Черкассы)
Замковая гора (укр. Замкова гора; также — Днепрова гора, укр. Дніпрова гора) — один из холмов в рельефе города Черкассы Черкасской области Украины. Находится в центре города над низменным берегом Кременчугского водохранилища на Днепре.
Есть предположение археологов, что на Замковой горе находился известный город Родень, местоположение которого до сих пор остается одной из самых больших загадок истории Украины. Исследованиями последних десятилетий в Черкассах выявлены храмообразные и крестообразные (по форме планов) исходные звенья системы упорядоченного природного рельефа поверхности земли. Наименьшие членения иерархической цепочки упорядоченного природного рельефа земли соответствуют именно Замковой горе.
Сейчас на Замковой горе расположен сквер Богдана Хмельницкого, где установлено несколько памятников.

## Проблемы с охраной
Природная и историческая среда Черкасс на протяжении многих лет безжалостно разрушалась градостроителями. Город потерял все свои древние храмы, неповторимую красоту древнего земляного оборонительного комплекса и ландшафт прибрежных склонов. В начале 1960-х годов была уничтожена взрывчаткой Свято-Троицкая церковь, в котором располагалась одна из крепостей города. Неисследованный археологический культурный слой этого городища вывезен на свалку. Исторический рельеф Замковой горы — неотъемлемая часть прибрежного фортификационного комплекса — погребено под большим земляным холмом. Искажен уникальный историко-ландшафтный комплекс береговых склонов между речным портом и Замковой горой (неуместно расположены многоэтажные дома на верхней террасе, горы песка у подножия горы). Начало застройки Замкового холма также началось сверху, со стороны плато. Сначала были возведены ресторан «Чайка» и Дом природы, уничтожившие важные участки археологических культурных слоев с неизведанными древними кладбищами. Позже были построены гостиницы «Днепр» и «Росава», а также жилой дом на 112 квартир. Последнее здание является лишь частью жилого комплекса, строительство которого продолжится на холме.
Одна из форм противодействия охране природно-исторической среды Черкасс — представление на соискание Государственной премии в области градостроительства объекта под названием «Архитектура центра города Черкассы». В материалах умалчивается о существовании в центральной части города заповедной территории «Черкасские береговые склоны», созданной решением облисполкома от 29 марта 1991 года. Умалчивается также существование главной достопримечательности Черкасс в составе заповедной территории — Замковой горы-городища.